# ルーディ・ラッカー

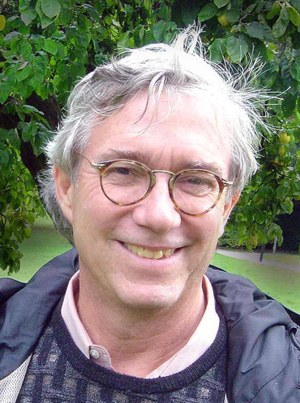
ルーディ・ラッカー

ルーディ・ラッカー（Rudy Rucker, 1946年3月22日 - ）は、アメリカ合衆国の小説家、SF作家、数学者、情報科学者。本名ルドルフ・フォン・ビター・ラッカー（Rudolf von Bitter Rucker）。ルディー・ラッカーとも。
サイバーパンクSF、ユーモアSF、ハードSF、数学SFを得意とする特異な作家。最新の数学理論、物理理論を作品の核とするが、それをポップに具現化する作風が特徴。また、作品と似たようなテーマを題材とした、科学解説書も多数執筆している。
哲学者のヘーゲルの5世孫にあたる。

## 略歴
ケンタッキー州ルイヴィルに生まれる。1967年にペンシルベニア州スワースモア大学で数学の学士号を取得。ニュージャージー州ラトガース大学で1969年に数学の修士号、1973年に博士号を取得。1972年から1978年までニューヨーク州立大学ジェネセオ校で助教授を務める。アレクサンダー・フォン・フンボルト基金から奨学金を得て、1978年から1980年までルプレヒト・カール大学ハイデルベルクで数学を教える。1980年から1982年までバージニア州リンチバーグのランドルフ・メーコン女子大学で教鞭をとった後、4年間執筆業に専念した。
晩年のクルト・ゲーデルに面会し、大きな影響を受ける。
1977年に数学書『かくれた世界 幾何学・四次元・相対性』を発表。その前年、1976年に処女長編SF『時空ドーナツ』を書き、1978年「Unearth」誌に掲載するが、同誌休刊により未完となる。1980年に連続体仮説をテーマにし「カントール連続体問題とは何か?」という副題のついた長編『ホワイト・ライト』でプロ作家としてデビュー。
スティーブン・ウルフラムとのインタビューに触発され、1986年から2004年に退職するまでサンノゼ州立大学で数学と計算機科学を教えた。
1993年に東京国際美術館の「人工生命の美学」展で来日し、「A-Life、数学、SF」と題した講演、及び人工生命プログラム「人工生命細胞実験室（CA LAB:Rudy Rucker's Cellular Automata Laboratory）」の公開を行った。

## 日本での受容
日本では、1980年代なかばより「マニア好みの曲者作家」として紹介が進む。
1990年代には、アメリカでも絶版となっている初期作品を含む、彼の長編SFのほぼすべてが翻訳・紹介された。また日本オリジナル短編集も刊行された。
だが、2002年の『フリーウェア』・2003年の『ソフトウェア工学とコンピュータゲーム』の翻訳刊行後、翻訳は行われていない（ラッカーの代表作である、『ウェア』4部作の最終巻、“Realware”も翻訳されていない）。

## 作品リスト

### 長篇小説

#### ウェア四部作
- 『ソフトウェア』（Software(1982)、黒丸尚訳、ハヤカワ文庫） 1989
- 『ウェットウェア』（Wetware(1988)、黒丸尚訳、ハヤカワ文庫） 1989
- 『フリーウェア』（Freeware(1997)、大森望訳、ハヤカワ文庫） 2002
- Realware(2000)

#### その他の作品
- 『ホワイト・ライト（英語版）』（White Light(1980)、黒丸尚訳、ハヤカワ文庫） 1992
- 『時空ドーナツ』（Spacetime Donuts(1981)、大森望訳、ハヤカワ文庫） 1998
- 『セックス・スフィア』（The Sex Sphere(1983)、大森望訳、ハヤカワ文庫） 1992
- 『時空の支配者』（Master of Space and Time(1984)、黒丸尚訳、新潮文庫） 1987、のちハヤカワ文庫
- 『空を飛んだ少年』（The Secret of Life(1985)、黒丸尚訳、新潮文庫） 1987
- 『空洞地球』（The Hollow Earth(1990)、黒丸尚訳、ハヤカワ文庫） 1991
- 『ハッカーと蟻』（The Hacker and the Ants(1994)大森望訳、ハヤカワ文庫） 1996
- Spaceland(2002)
- As Above, So Below: A Novel of Peter Bruegel(2002)
- Frek and the Elixir(2004)
- Mathematicians in Love(2006)

### 短篇集
- The Fifty-Seventh Franz Kafka (1983)
- Transreal!(1991)
- 『ラッカー奇想博覧会』(Collected 13 Short Stories of Rudy Rucker(1995)、黒丸尚他訳） - 日本オリジナル編集
  - 「序文」（大森望訳）
  - 「遠い目」（Faraway Eyes、大森望訳）
  - 「五七番目のフランツ・カフカ」（The 57th Franz Kafka、木口まこと訳）
  - 「パックマン」（Pac-Man(Peg-Man) 、大森望訳）
  - 「自分を食べた男」（The Man Who Ate Himself、黒丸尚訳）
  - 「慣性」（Inertia、黒丸尚訳）
  - 「虚空の芽」（Pi in the Sky、大森望訳）
  - 「第三インター記念碑」（Monument to the Third International、黒丸尚訳）
  - 「柔らかな死」（Soft Death、黒丸尚訳）
  - 「宇宙紐だった男」（The Man Who Was A Cosmic String、木口まこと訳）
  - 「宇宙の恍惚」（Rapture in Space、大森望訳）
  - 「1990年日本の旅 (essay)」（Trip to Japan, 1990、大森望訳） - エッセイ
  - 「クラゲが飛んだ日」（Big Jelly、ブルース・スターリング共著、大森望訳）
  - 「日本のアーティフィシャル・ライフ」（Artificial Life in Japan、大森望訳） - エッセイ
- Gnarl!(2000)

### ノンフィクション
- 『かくれた世界 幾何学・四次元・相対性』（Geometry, Relativity, and the Fourth Dimension(1977)、ルドルフ・V・B・ラッカー名義、金子務訳、白楊社） 1981 ISBN 4-8269-0011-2
- 『無限と心 無限の科学と哲学』（Infinity and the Mind: The Science and Philosophy of the Infinite (1982)、ラディー・ラッカー名義、好田順治訳、東京数学社） 1986 ISBN 4-7687-0093-4
- 『四次元の冒険 幾何学・宇宙・想像力』（The Fourth Dimension: Toward a Geometry of Higher Reality(1984)、ルディ・ラッカー名義、金子務監訳、竹沢攻一訳、 工作舎） 1989　ISBN 978-4-87502-403-3
- 『思考の道具箱 - 情報・数・空間・論理・無限 - 数学的リアリティの五つのレベル』（Mind Tools: Five Levels of Mathematical Reality(1987)、金子務監訳、大槻有紀子, 竹沢攻一共訳、工作舎） 1993　ISBN 978-4-87502-213-8
- 『ルーディ・ラッカーの人工生命研究室 on Windows』（Artificial Life Lab(1996)、日暮雅通, 山田和子共訳、アスキー） 1996 - 人工生命プログラム「Boppers」のFDつき
- Saucer Wisdom(1999)
- Seek!(1999)
- 『ソフトウェア工学とコンピュータゲーム』（Software Engineering and Computer Games(2002)、中本浩監訳、ボーンデジタル） 2003　ISBN 4-939007-63-4
- The Lifebox, the Seashell, and the Soul (2005)